# Burg Esens
Die Burg in Esens ist ein abgegangener ostfriesischer Häuptlingssitz und späteres Schloss im Südosten der Altstadt von Esens im niedersächsischen Landkreis Wittmund.

## Geschichte
Esens gelangte wie das übrige Harlingerland am Ende des 14. Jahrhunderts unter die Herrschaft des Häuptlingsgeschlechts der tom Brok. Diese setzten 1414 den Häuptling Wibet von Stedesdorf als ihren Vogt in Esens ein, das damit zum Hauptort des Harlingerlandes wurde. Er residierte wahrscheinlich in einem Steinhaus am Markt, dessen Reste im Gewölbekeller des Hauses Mettcker vermutet werden. Als Wibet in der Auseinandersetzung um die Oberherrschaft in Ostfriesland auf die Seite der Feinde der tom Brok wechselte, zerstört Itze tom Brok 1426 Esens. Wibet errichtete danach um 1427/30 eine neue Wasserburg auf eigenem Besitz im Südosten des Ortes. 
1440 übertrug Wibet die Regierungsgeschäfte an seinen Schwiegersohn Ulrich Cirksena. Über dessen Neffen Sibet Attena von Dornum gelangte die Herrschaft über Esens 1473 an seinen Sohn Hero Omken. Dieser verstärkte zusammen mit seinem Sohn Balthasar die Befestigung des Ortes einschließlich der Burg, um den Herrschaftsansprüchen der Grafen von Ostfriesland entgegenzuwirken. Im Streit mit dem Grafen Edzard I. übergab Balthasar 1530 Esens als Lehen an den Herzog von Geldern. Unter dessen Herrschaft wurde die Burg weiter vergrößert und im Nordosten durch einen Rundturm verstärkt. 1537 kehrte Balthasar nach Esens zurück und betrieb von dort aus Seeräuberei. 1540 wurde Esens deshalb durch die Stadt Bremen belagert, wodurch der Ort abbrannte. Balthasar starb während der Belagerung eines natürlichen Todes. Im Erbgang gingen Ort und Burg an die Grafen von Rietberg, die in der zweiten Hälfte des 16. Jahrhunderts die Anlage zum Residenzschloss umbauten. Nach deren Aussterben in männlicher Linie gelangte dieses durch die Heirat der Erbtochter Walburg 1581 an den Grafen Enno III. von Ostfriesland. Das Schloss blieb bis zum Aussterben des Hauses Cirksena 1744 Nebenresidenz der Grafen. Unter der darauf folgenden preußischen Herrschaft wurden 1755 Schloss und Torhaus auf Abbruch verkauft. 1791 wurden die Gräben mit den Wällen verfüllt und das Gelände planiert. Zuvor war 1766 der Turm im Nordwesten eingestürzt.

## Beschreibung
Die Gestalt der spätmittelalterlichen Burg ist unbekannt. Die 1427/30 erbaute Wasserburg Wibets wurde in den folgenden Jahrhunderten mit Wall und Graben versehen und mehrfach umgestaltet. Ausführliche Informationen existieren nur über das neuzeitliche Schloss, besonders zum Zeitpunkt seines Abrisses. Die trapezförmige Burgbefestigung war Bestandteil der Stadtbefestigung. Der innere Wall war mit einer Brustwehr und einer gemauerten Außenseite versehen. Ihm waren zunächst der 28 Meter breite Burggraben und im Osten und Süden ein zweiter Wall vorgelagert. Den äußeren Abschluss bildete ein weiterer, rund 19 Meter breiter Wassergraben. Im Nordosten war der innere Wall zu einer rundlichen Bastion erweitert. An seinem inneren Fuß verlief im Süden, Osten und Nordosten ein weiterer Wassergraben, der möglicherweise ein Überbleibsel der früheren Burganlage darstellte. Der Zugang zur Hauptburg erfolgte über eine Brücke im Westen.
Zum Zeitpunkt des Abrisses erstreckte sich das 42 Meter lange Schlossgebäude mit seiner Kapelle am Nordende entlang der Ostseite des Burgareals. Im Süden war im rechten Winkel die kleinere „Münze“ angefügt. Im Nordwesten befand sich das 1589 erbaute Haus des Drosten und ein als Seezeichen dienender Turm. Ein weiterer, mächtiger Turm muss zu Beginn des 16. Jahrhunderts errichtet, aber vor 1700 wieder abgerissen worden sein. Die Vorburg lag im Westen und war auf der Stadtseite durch einen Graben abgesichert. Heute sind im Gelände kaum Spuren des einst wohl beeindruckenden Befestigungswerkes mit seiner Vielzahl an Gebäuden erkennbar.